# Zander Diamond
Zander Diamond, właśc. Alexander Kevin Diamond (ur. 12 marca 1985) – szkocki piłkarz występujący na pozycji środkowego obrońcy. W swojej karierze rozegrał 205 spotkań i zdobył 16 bramek w Scottish Premier League.